# Gizor Dellso
Gizor Dellso a Csillagok háborúja elképzelt univerzumának egyik szereplője.

## Leírása
Gizor Dellso a geonosisi fajhoz tartozó férfi mérnök volt, aki a Független Rendszerek Konföderációjának dolgozott. Ő volt az, aki megalkotta azt a szerkezetet, amely meggátolja a köztársaságiakat, hogy átvegyék az uralmat a harci droidok fölött.

## Élete
Ennek a droid gyáros geonosisinak nem tetszett a Y. e. 19 évi klónháborúk befejezése. A Mustafar nevű bolygón, egy elhagyott Szeparatista-bunker közelében rátalált egy titkos droidgyárra, ahol egy új droid hadsereg építkezésébe kezdett, remélve, hogy feléleszti a klónháborúkat. Azonban, valamikor Y. e. 18 és Y. e. 12 között Darth Vader elküldte erre a bolygóra az 501-es Légiót (501st Legion), hogy vessenek végett Gizor Dellso engedetlenségének.
A rövid mustafari csata során Gizor Dellso mérnök meghal, droidgyárát pedig lerombolják.

## Megjelenése a videójátékokban
Ezt a geonosisi mérnököt a „Star Wars: Battlefront II” című videójátékban láthatjuk először.

## Fordítás
- Ez a szócikk részben vagy egészben a Gizor Dellso című Wookieepedia-szócikk fordítása. Az eredeti cikk szerkesztőit annak laptörténete sorolja fel.